# Teddy boys

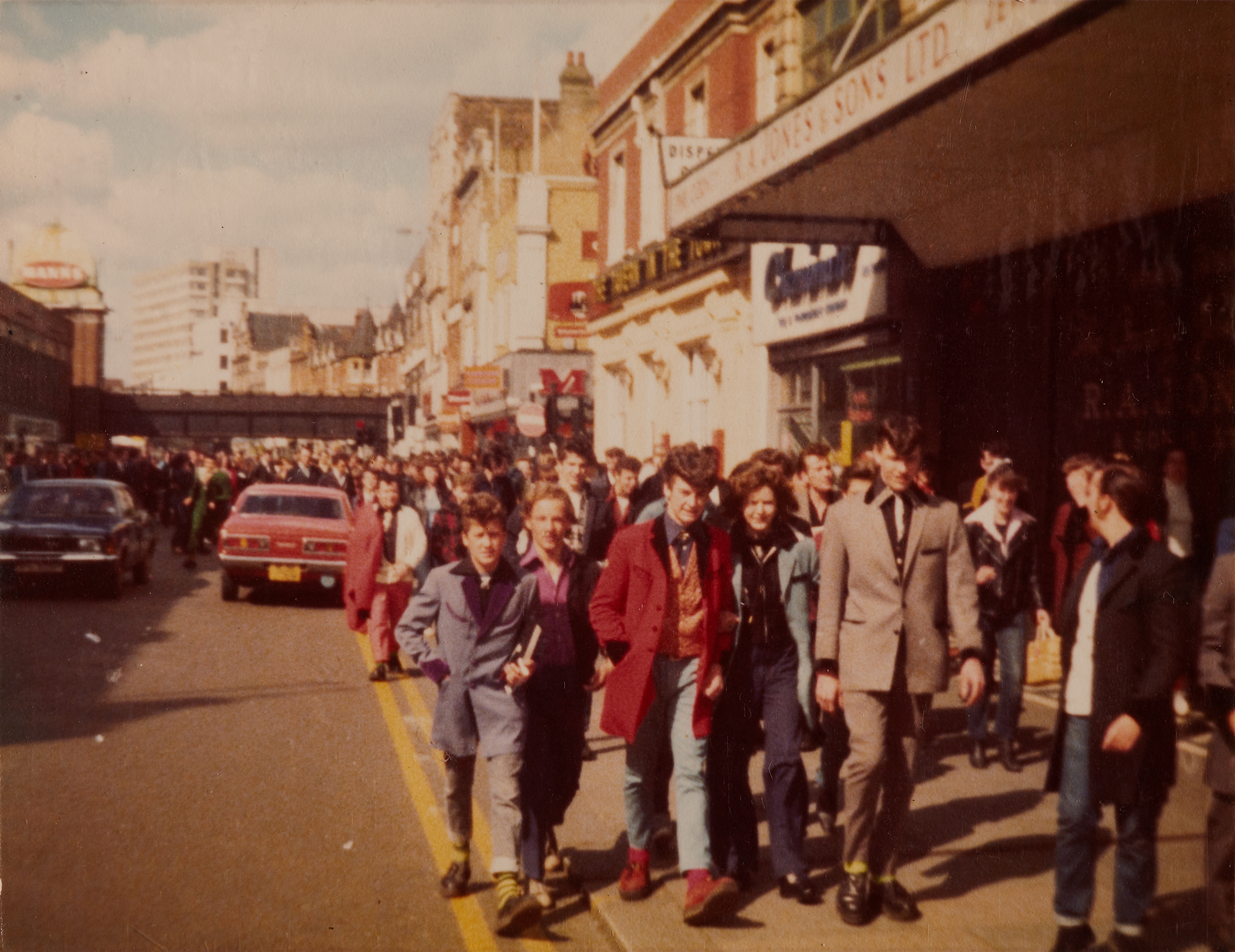
Teddy boys na zatłoczonej ulicy, 1977

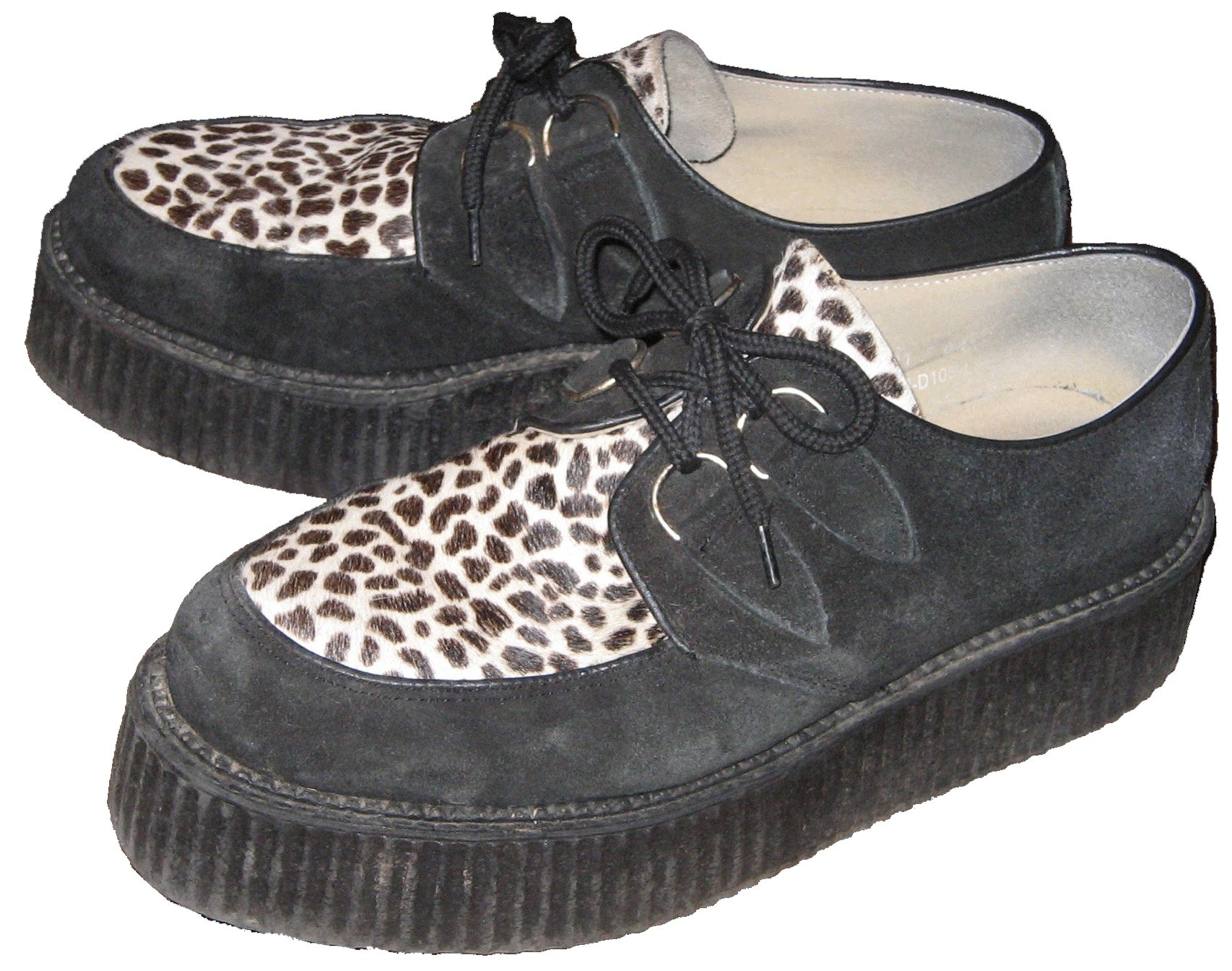
typowe dla subkultury buty zamszowe

Teddy boys – subkultura młodzieżowa, która pojawiła się na początku lat 50. XX w. w Wielkiej Brytanii.
Subkultura Teddy boys pojawiła się w Wielkiej Brytanii w połowie lat 50. Miała to być odpowiedź na pojawienie się muzyki rockandrollowej w Stanach Zjednoczonych. Niektórzy uważają jednak, że subkultura ta była o co najmniej pięć lat starsza, a rock and roll został przez nią zaadaptowany. Początki Teddy boys sięgają końca lat 40., gdy krawcy z Savile Row próbowali ożywić styl z okresu ery edwardiańskiej. Młodzież przyjęła tę zmianę w proteście przeciwko narzuconej przez lewicowy rząd polityce oszczędności.
Członkowie tej subkultury wywodzili się z niższych klas społecznych, mimo to przeznaczali dużo środków na zakup długich do kolan, aksamitnych płaszczy, wzorzystych kamizelek i koszul z dużymi kołnierzami. Chłopcy w specyficzny sposób pomadowali półdługie włosy, zaś dziewczęta nosiły kucyki w amerykańskim stylu.